# Кононенко Віталій Іванович
Кононенко Віталій Іванович (9 вересня 1933, Київ — 2 липня 2024, Івано-Франківськ) — радянський і український мовознавець, доктор філологічних наук (1977), професор (1979), академік Національної академії педагогічних наук України (1994). Заслужений діяч науки і техніки УРСР (1989).

## Життєпис
Закінчив у 1956 році Київський університет. Вчився на одному курсі з Леонідом Макаровичем Кравчуком. Учителював. З 1962 викладав у Київському педагогічному інституті. Із середини 1960-х років працював в апараті
ЦК КПУ. Зокрема, відзначився тим, що організував у пресі розгромні рецензії на монографію О. І. Карпенка «О народности Н. В. Гоголя (художественный историзм писателя и его народные истоки)» (1973). Рецензенти критикували ту саму фразу, яка загрожувала «підвалинам» комунізму: «Начальство свое запорожцы держали, пока нравилось. Как не понравилось — выбирают других».
Згодом повернувся на викладацьку роботу. Працював доцентом, професором, деканом філологічного факультету Київського педагогічного інституту, з 1986 по 2004 — ректор Івано-Франківського педагогічного інституту (згодом — Прикарпатський національний університет).
Доктор філологічних наук з 1977 року, професор з 1979 року, академік Національної академії педагогічних наук України, академік Академії наук вищої школи України, заслужений діяч науки і техніки України, завідувач кафедри загального та германського мовознавства Прикарпатського національного університету імені Василя Стефаника. Нагороджений Орден «За заслуги» (Україна) III, II і I ступенів.
З 1986 року — ректор Івано-Франківського педагогічного інституту, з 1992 — ректор Прикарпатського університету імені Василя Стефаника, з 2005 року — почесний ректор університету. Багаторічний член Президії НАПН України.
У центрі наукової діяльності В. І. Кононенка — широке коло проблем загального, українського, слов'янського та порівняльного мовознавства. Видав понад 600 наукових праць із питань синтаксису, порівняльної граматики, фразеології, стилістики, культури мови, етнолінгвістики, лінгводидактики.
Дослідження В. І. Кононенка започаткували наукову школу семантичного синтаксису, під його керівництвом захищено 4 докторські та 40 кандидатських дисертацій, голова Спеціалізованої ради для захисту дисертацій. Опрацював широке коло проблем семантичного синтаксису, зіставної і контрастивної граматики, фразеології. Вивчає мову українських письменників, відомі праці зі стилістичного синтаксису, перекладознавства.

### Родина
- Дочка: Кононенко Ірина Віталіївна (нар. 1963) — мовознавець. Доктор філологічних наук (2010).[4]

## Наукова діяльність
Праці з російського та українського синтаксису, фразеології, стилістики, порівняльної граматики, національної лінгводидактики. Автор багатьох підручників, посібників і методичних розробок для загальноосвітніх шкіл і педагогічних інститутів.
Основні публікації:
- Синонимика синтаксических конструкций в современном русском языке. — К.: Наук. думка, 1970. — 143 с.
- Системно-семантические связи в синтаксисе русского и украинского языков. — К.: Вища шк., 1976. — 209 с.
- Язык дружбы и братства: Русский язык как средство межнационального общения и единения народов СССР. ‒ К.: О-во «Знание» УССР, 1979. ‒ 48 с.
- Сопоставительная стилистика русского и украинского языков. — К.: Вища школа, 1980. — 207 с. (соавтор).
- Современный русский язык. — К.: Вища шк., 1983. — 456 с. (співавтор).
- Грамматическая стилистика русского языка. ‒ 2-е изд., доп. и перераб. — К.: Рад. шк., 1991. — 239 с.
- «Шляхами народних приповідок» (1994)
- «Українська лінгводидактика» (1995)
- Символи української мови.— Івано-Франківськ: Плай, 1996. — 272 с.
- Етнолінгводидактика: Навчальний посібник.— Івано-Франківськ: Плай, 1998.— 157 с.
- Рідне слово: Підручник для шкіл із поглибленим вивченням української мови.— К.: Богдана, 2001.— 303 с.
- Мова. Культура. Стиль.— Івано-Франківськ: Плай, 2002.— 460 с.
- Концепти українського дискурсу.— Київ-Івано-Франківськ: Плай, 2004.— 248 с.
- Мова у контексті культури.— Київ-Івано-Франківськ: Плай, 2008.— 392 с.
- Українська лінгвокультурологія: Навчальний посібник для студентів вищих навчальних закладів.— Київ: Вища школа, 2008.— 327 с.
- Контрастивна граматика української та польської мов: Навчальний посібник для студентів вищих навчальних закладів.— 2-e вид.— К.: Слово, 2010. — 392 с.
- Предикат у структурі речення.— Київ-Івано-Франківськ-Варшава: Вид -во Прикарпатського нац. ун-ту, 2010.— 400 с. — Відповідальний редактор.-Режим доступу
- Текст і смисл: монографія. — Київ — Івано-Франківськ: Вид-во Прикарп. нац. ун-ту, 2012. — 271 с.
- Символи української мови. — 2-ге видання, доповнене і перероблене. — К.; Івано-Франківськ: Вид-во Прикарп. ун-туім. В.Стефаника, 2013. — 440 с.
- Кононенко В. І., Ґрещук В. В. та ін. Тарас Шевченко: погляд з третього тисячоліття: колективна монографія; відп. ред. С. І. Хороб. -Івано-Франківськ: Прикарпатський нац. ун-тім. Василя Стефаника, 2014. — 320 с. (16,5 др. арк.). Авторський текст «Тарас Шевченко: поетичний образ автора». — С. 185—204.
- Кононенко В. Митнік І. та ін. Тенденції розвитку української лексики та граматики: колективна монографія;заред. І. Кононенко, І.Митнік. — Т. 1 — Ч. 1. — Warszawa: Universytet Warszawski, 2014. — 314 с. (15,5 др. арк.). Авторський текст «Розвиток сучасної української літературної мови: стан і перспективи». — С. 14-25
- Кононенко, В. І. Інтеграція гуманітарної науки й освіти в процесах державотворення / В. І. Кононенко // Педагогіка і психологія. — 2016. — № 2. –. С. 49-56.
- Kononenko V. Linguistic and Cultural Studies: The Quest for New Ideas / V. Kononenko // Journal of Vasyl Stefanyk Precarpathian National University. — 2014. — Vol. 1, no. 4. — С. 35-45.